# Bruceville-Eddy (Teksas)
Bruceville-Eddy je grad u američkoj saveznoj državi Teksas. Prema popisu stanovništva iz 2010. u njemu je živjelo 1.475 stanovnika.